# Raoulia parkii
Raoulia parkii là một loài thực vật có hoa trong họ Cúc. Loài này được Buchanan miêu tả khoa học đầu tiên.